# 곽재성 (음악가)
곽재성(1988년 11월 16일~)은 대한민국의 색소폰 연주자이자 음악프로듀서이다. 곽재성은 2017년 가이아봉사대상 색소폰부문을 수상하였다.

## 학력
- 인하대학교 대학원 문화경영학과 석사과정 수료

## 활동 및 경력
- 대한스포츠 프로골프협회 KSPGA 홍보대사
- 2017년 국제 가이아 봉사대상 연주 색소폰부문
- 예술의 전당 콘서트홀 Sungnam Symphonicband Regular Concert
- MBC "오늘저녁" 출연
- SBS "트롯신이 떴다" 출연
- TV조선 "마이웨이" 출연
- CJ HelloTV 출연
- EXPO 레드캐럿 뮤직페스티벌 출연
- Miss World Beauty & Talent Contest 출연
- SONGDO Beer Festival 출연
- 곽재성 색소폰 연주, 가수 김혜연의 "아기사랑 콘서트" 출연
- 가수 남진 Namjin Fall In Love New Best 앨범 타이틀 곡 "천년을 살아도" 색소폰 연주
- WALKERHILL BIKINI POOL PARTY 색소폰 연주
- 인천대학교 평생교육원 색소폰과정 출강
- 우송정보대학교 평생교육원 색소폰과정 지도교수